# Pandora's Toys
Pandora's Toys är ett samlingsalbum av Aerosmith, utgivet 1995.

## Låtlista
1. "Sweet Emotion" (Tom Hamilton/Steven Tyler) - 4:34
2. "Draw the Line" (Joe Perry/Steven Tyler) - 3:43
3. "Walk This Way" (Joe Perry/Steven Tyler) - 3:40
4. "Dream On" (Steven Tyler) - 4:25
5. "Train Kept A-Rollin'" (Tiny Bradshaw/Howard Kay/Lois Mann) - 5:33
6. "Mama Kin" (Steven Tyler) - 4:25
7. "Nobody's Fault" (Steven Tyler/Brad Whitford) - 4:22
8. "Seasons Of Wither" (Steven Tyler) - 5:39
9. "Big Ten Inch Record" (Fred Weismantel) - 4:01
10. "All Your Love"
11. "Helter Skelter" (John Lennon/Paul McCartney) - 3:16
12. "Chip Away The Stone" (Richie Supa) - 4:07